# Stenopola puncticeps
Stenopola puncticeps är en insektsart som först beskrevs av Carl Stål 1861.  Stenopola puncticeps ingår i släktet Stenopola och familjen gräshoppor.

## Underarter
Arten delas in i följande underarter:
- S. p. limbatipennis
- S. p. puncticeps
- S. p. amazonica
- S. p. eumera
- S. p. surinama
- S. p. tenae
- S. p. curtipennis